# Sportverein Eintracht Trier 05 2001-2002
Questa voce raccoglie le informazioni riguardanti il Sportverein Eintracht Trier 05 nelle competizioni ufficiali della stagione 2001-2002.

## Stagione
Nella stagione 2001-2002 l'Eintracht Trier, allenato da Paul Linz, concluse il campionato di Regionalliga sud al 2º posto e fu promosso in 2. Bundesliga. In Coppa di Germania l'Eintracht Trier fu eliminato al primo turno dall'Alemannia Aquisgrana.

## Rosa
| N. |                                 | Ruolo | Calciatore          |
| -- | ------------------------------- | ----- | ------------------- |
| 1  | Germania (bandiera)             | P     | Daniel Ischdonat    |
| 2  | Germania (bandiera)             | D     | Michael Prus        |
| 3  | Germania (bandiera)             | D     | Marcus Koster       |
| 4  | Bosnia ed Erzegovina (bandiera) | C     | Adnan Kevric        |
| 5  | Serbia (bandiera)               | D     | Vito Milošević      |
| 6  | Germania (bandiera)             | D     | Roland Benschneider |
| 7  | Germania (bandiera)             | C     | Claus Grzeskowiak   |
| 7  | Germania (bandiera)             | C     | Arno Michels        |
| 8  | Germania (bandiera)             | C     | Niki Wagner         |
| 9  | Germania (bandiera)             | A     | Danny Winkler       |
| 10 | Germania (bandiera)             | C     | Rudi Thömmes        |
| 11 | Germania (bandiera)             | A     | Bernhard Weis       |

| N. |                                 | Ruolo | Calciatore        |
| -- | ------------------------------- | ----- | ----------------- |
| 12 | Germania (bandiera)             | D     | Tobias Lorig      |
| 16 | Germania (bandiera)             | C     | Matthias Keller   |
| 17 | Ghana (bandiera)                | A     | Joseph Aziz       |
| 18 | Tunisia (bandiera)              | A     | Najeh Braham      |
| 19 | Bosnia ed Erzegovina (bandiera) | D     | Miodrag Latinovic |
| 22 | Albania (bandiera)              | C     | Mehmet Dragusha   |
|    | Germania (bandiera)             | P     | Christian Barbian |
|    | Germania (bandiera)             | P     | Kai Hillmann      |
|    | Ghana (bandiera)                | C     | Kwaku Kyere       |
|    | Rep. del Congo (bandiera)       | C     | Rodalec Souza     |
|    | Liberia (bandiera)              | A     | Josephus Yenay    |

## Organigramma societario
Area tecnica
- Allenatore: Paul Linz
- Allenatore in seconda: Arno Michels
- Preparatore dei portieri:
- Preparatori atletici:
- Analisi video:

## Calciomercato

### Sessione estiva
| Acquisti | Acquisti            | Acquisti               | Acquisti |
| R.       | Nome                | da                     | Modalità |
| -------- | ------------------- | ---------------------- | -------- |
| P        | Christian Barbian   | Rot-Weiß Hasborn       |          |
| D        | Roland Benschneider | TeBe Berlino           |          |
| C        | Mehmet Dragusha     | Sachsen Lipsia         |          |
| C        | Claus Grzeskowiak   | Eintracht Braunschweig |          |
| C        | Adnan Kevric        | Ulma                   |          |
| C        | Kwaku Kyere         | Asante Kotoko          |          |
| A        | Josephus Yenay      | Eintracht Braunschweig |          |

| Cessioni | Cessioni        | Cessioni               | Cessioni |
| R.       | Nome            | a                      | Modalità |
| -------- | --------------- | ---------------------- | -------- |
| D        | Sascha Schmitz  | SV Wilhelmshaven       |          |
| D        | Igor Budiša     | Saarbrücken            |          |
| C        | Dirk de Wit     | Eintracht Braunschweig |          |
| A        | Christian Kirf  | Salmrohr               |          |
| C        | Ilkham Mamedov  | Fichte Bielefeld       |          |
| C        | Catalin Racanel | St. Pauli              |          |
| C        | Carsten Schiel  | Swift Hesperange       |          |

### Sessione invernale
| Acquisti | Acquisti | Acquisti | Acquisti |
| R.       | Nome     | da       | Modalità |
| -------- | -------- | -------- | -------- |

| Cessioni | Cessioni     | Cessioni          | Cessioni |
| R.       | Nome         | a                 | Modalità |
| -------- | ------------ | ----------------- | -------- |
| C        | Jan Küchling | Kickers Offenbach |          |

## Risultati

### Regionalliga

#### Girone di andata
| Arbitro: | Trautmann |

|                             |           |  |
| Winkler 13’, 28’ Kevric 77’ | Marcatori |  |

| Arbitro: | Kiefer |

|                     |           |                    |
| Loos 31’ Ottiji 72’ | Marcatori | 52’ (rig.) Winkler |

| Arbitro: | Kircher |

|                             |           |                             |
| Winkler 2’ (rig.), 29’, 83’ | Marcatori | 21’ (rig.) Adzic 67’ Mifsud |

| Arbitro: | Greth |

|           |           |                                  |
| Unger 84’ | Marcatori | 61’ (rig.), 71’ Winkler 80’ Aziz |

| Arbitro: | Kammerer |

|                        |           |                |
| Thömmes 25’ Keller 49’ | Marcatori | 45’, 57’ Maier |

| Offenbach am Main 2 settembre 2001, ore 18:00 CEST 6ª giornata | Kickers Offenbach | 0 – 0 referto | Eintracht Treviri | Stadion am Bieberer Berg (10 000 spett.)\| Arbitro: \| Palilla \| |
| Arbitro:                                                       | Palilla           |               |                   |                                                                   |

| Arbitro: | Schalk |

|                                                     |           |  |
| Winkler 14’ (rig.) Benschneider 56’ Grzeskowiak 67’ | Marcatori |  |

| Siegen 14 settembre 2001, ore 17:30 CEST 8ª giornata | Siegen  | 0 – 0 referto | Eintracht Treviri | Leimbachstadion (2 346 spett.)\| Arbitro: \| Edinger \| |
| Arbitro:                                             | Edinger |               |                   |                                                         |

| Arbitro: | Schmidt |

|                  |           |  |
| Benschneider 56’ | Marcatori |  |

| Arbitro: | Frey |

|                                                               |           |  |
| Tölcseres 7’ Knackmuß 21’ Yildirim 64’ Petry 73’ Gfreiter 82’ | Marcatori |  |

| Arbitro: | Viktora |

|                           |           |                                  |
| Benschneider 45’ Aziz 75’ | Marcatori | 22’ (aut.) Prus 70’, 85’ Collins |

| Arbitro: | Greipl |

|          |           |  |
| Ivan 82’ | Marcatori |  |

| Arbitro: | Kristek |

|                  |           |                     |
| Benschneider 66’ | Marcatori | 57’ Rogosic 85’ Agu |

| Erfurt 20 ottobre 2001, ore 14:00 CEST 14ª giornata | Rot-Weiß Erfurt | 0 – 0 referto | Eintracht Treviri | Steigerwaldstadion (5 120 spett.)\| Arbitro: \| Fleischer \| |
| Arbitro:                                            | Fleischer       |               |                   |                                                              |

| Arbitro: | Bielmeier |

|         |           |                                    |
| Luz 77’ | Marcatori | 25’, 70’ Winkler 58’ (rig.) Koster |

| Arbitro: | Welz |

|                           |           |  |
| Grzeskowiak 4’ Keller 90’ | Marcatori |  |

| Mannheim 10 novembre 2001, ore 15:00 CET 17ª giornata | VfR Mannheim | 0 – 0 referto | Eintracht Treviri | Rhein-Neckar-Stadion (700 spett.)\| Arbitro: \| Drees \| |
| Arbitro:                                              | Drees        |               |                   |                                                          |

#### Girone di ritorno
| Arbitro: | Schiffner |

|  |           |                          |
|  | Marcatori | 31’ Dragusha 45’ Winkler |

| Arbitro: | Hofmann |

|                            |           |              |
| Benschneider 31’ Yenay 85’ | Marcatori | 64’ Eichmann |

| Arbitro: | Palilla |

|            |           |                                        |
| Mifsud 44’ | Marcatori | 20’ Aziz 21’ Dragusha 29’ Benschneider |

| Treviri 8 dicembre 2001, ore 15:00 CET 21ª giornata | Eintracht Treviri | 0 – 0 referto | Borussia Fulda | Moselstadion (2 495 spett.)\| Arbitro: \| Raquet \| |
| Arbitro:                                            | Raquet            |               |                |                                                     |

| Darmstadt 23 febbraio 2002, ore 15:00 CET 22ª giornata | Darmstadt | 0 – 0 referto | Eintracht Treviri | Stadion am Böllenfalltor (3 500 spett.)\| Arbitro: \| Brych \| |
| Arbitro:                                               | Brych     |               |                   |                                                                |

| Arbitro: | Greipl |

|             |           |  |
| Winkler 90’ | Marcatori |  |

| Arbitro: | Lange |

|              |           |               |
| Idrissou 14’ | Marcatori | 90’ Latinovic |

| Arbitro: | Trautmann |

|                  |           |  |
| Thömmes 44’, 75’ | Marcatori |  |

| Arbitro: | Schmidt |

|                          |           |                         |
| Frühbeis 34’ Blessin 78’ | Marcatori | 84’ Dragusha 89’ Braham |

| Arbitro: | Walz |

|                                  |           |  |
| Thömmes 56’ Keller 87’ Yenay 90’ | Marcatori |  |

| Arbitro: | Raquet |

|  |           |                 |
|  | Marcatori | 73’ (aut.) Thuy |

| Arbitro: | Perl |

|                      |           |                                  |
| Dragusha 2’ Aziz 18’ | Marcatori | 12’ Pleuler 81’ (aut.) Latinovic |

| Arbitro: | Albrecht |

|               |           |              |
| Coulibaly 45’ | Marcatori | 46’ Dragusha |

| Arbitro: | Wagner |

|                        |           |                                |
| Winkler 56’ Braham 58’ | Marcatori | 42’ Pätz 65’ Ziegner 82’ Fuchs |

| Arbitro: | Kammerer |

|            |           |  |
| Keller 90’ | Marcatori |  |

| Arbitro: | Wezel |

|            |           |                          |
| Müller 21’ | Marcatori | 20’ Dragusha 24’ Thömmes |

| Arbitro: | Trautmann |

|                            |           |                                   |
| Winkler 6’ Grzeskowiak 67’ | Marcatori | 41’ Mokhtari 44’ Talib 50’ Lakies |

### Coppa di Germania
| Arbitro: | Voss |

|                      |           |                                                   |
| Keller 69’ Aziz 113’ | Marcatori | 15’ Ivanović 99’ Zhang 103’ Diane 111’ Lämmermann |

## Statistiche

### Statistiche di squadra
| Competizione      | Punti | In casa | In casa | In casa | In casa | In casa | In casa | In trasferta | In trasferta | In trasferta | In trasferta | In trasferta | In trasferta | Totale | Totale | Totale | Totale | Totale | Totale | DR  |
| Competizione      | Punti | G       | V       | N       | P       | Gf      | Gs      | G            | V            | N            | P            | Gf           | Gs           | G      | V      | N      | P      | Gf     | Gs     | DR  |
| ----------------- | ----- | ------- | ------- | ------- | ------- | ------- | ------- | ------------ | ------------ | ------------ | ------------ | ------------ | ------------ | ------ | ------ | ------ | ------ | ------ | ------ | --- |
| Regionalliga sud  | 59    | 17      | 10      | 3       | 4       | 32      | 18      | 17           | 6            | 8            | 3            | 19           | 16           | 34     | 16     | 11     | 7      | 51     | 34     | +17 |
| Coppa di Germania | -     | 1       | 0       | 0       | 1       | 2       | 4       | 0            | 0            | 0            | 0            | 0            | 0            | 1      | 0      | 0      | 1      | 2      | 4      | -2  |
| Totale            | 59    | 18      | 10      | 3       | 5       | 34      | 22      | 17           | 6            | 8            | 3            | 19           | 16           | 35     | 16     | 11     | 8      | 53     | 38     | +15 |

### Andamento in campionato
| Giornata  | 1 | 2 | 3 | 4 | 5 | 6 | 7 | 8 | 9 | 10 | 11 | 12 | 13 | 14 | 15 | 16 | 17 | 18 | 19 | 20 | 21 | 22 | 23 | 24 | 25 | 26 | 27 | 28 | 29 | 30 | 31 | 32 | 33 | 34 |
| --------- | - | - | - | - | - | - | - | - | - | -- | -- | -- | -- | -- | -- | -- | -- | -- | -- | -- | -- | -- | -- | -- | -- | -- | -- | -- | -- | -- | -- | -- | -- | -- |
| Luogo     | C | T | C | T | C | T | C | T | C | T  | C  | T  | C  | T  | T  | C  | T  | T  | C  | T  | C  | T  | C  | T  | C  | T  | C  | T  | C  | T  | C  | C  | T  | C  |
| Risultato | V | P | V | V | N | N | V | N | V | P  | P  | P  | P  | N  | V  | V  | N  | V  | V  | V  | N  | N  | V  | N  | V  | N  | V  | V  | N  | N  | P  | V  | V  | P  |
| Posizione | 1 | 8 | 6 | 4 | 4 | 6 | 3 | 3 | 2 | 6  | 7  | 9  | 12 | 12 | 9  | 6  | 8  | 5  | 5  | 4  | 3  | 5  | 3  | 3  | 3  | 3  | 2  | 2  | 2  | 2  | 2  | 2  | 2  | 2  |

Legenda:

Luogo: C = Casa; T = Trasferta. Risultato: V = Vittoria; N = Pareggio; P = Sconfitta.

### Statistiche dei giocatori
| Giocatore       | Regionalliga sud | Regionalliga sud | Regionalliga sud | Regionalliga sud | Coppa di Germania | Coppa di Germania | Coppa di Germania | Coppa di Germania | Totale   | Totale | Totale      | Totale     |
| Giocatore       | Presenze         | Reti             | Ammonizioni      | Espulsioni       | Presenze          | Reti              | Ammonizioni       | Espulsioni        | Presenze | Reti   | Ammonizioni | Espulsioni |
| --------------- | ---------------- | ---------------- | ---------------- | ---------------- | ----------------- | ----------------- | ----------------- | ----------------- | -------- | ------ | ----------- | ---------- |
| J. Aziz         | 24               | 4                | 1                | 0                | 1                 | 1                 | 0                 | 0                 | 25       | 5      | 1           | 0          |
| C. Barbian      | 1                | 0                | 0                | 0                | 0                 | 0                 | 0                 | 0                 | 1        | 0      | 0           | 0          |
| R. Benschneider | 31               | 6                | 11               | 1                | 1                 | 0                 | 1                 | 0                 | 32       | 6      | 12          | 1          |
| N. Braham       | 6                | 2                | 0                | 0                | 0                 | 0                 | 0                 | 0                 | 6        | 2      | 0           | 0          |
| M. Dragusha     | 34               | 6                | 1                | 0                | 1                 | 0                 | 0                 | 0                 | 35       | 6      | 1           | 0          |
| C. Grzeskowiak  | 28               | 3                | 6                | 0                | 1                 | 0                 | 0                 | 0                 | 29       | 3      | 6           | 0          |
| K. Hillmann     | 0                | 0                | 0                | 0                | 0                 | 0                 | 0                 | 0                 | 0        | 0      | 0           | 0          |
| D. Ischdonat    | 34               | 0                | 3                | 0                | 1                 | 0                 | 0                 | 0                 | 35       | 0      | 3           | 0          |
| M. Keller       | 29               | 4                | 11               | 1                | 1                 | 1                 | 0                 | 0                 | 30       | 5      | 11          | 1          |
| A. Kevric       | 22               | 1                | 6                | 1                | 1                 | 0                 | 1                 | 0                 | 23       | 1      | 7           | 1          |
| M. Koster       | 31               | 1                | 2                | 1                | 1                 | 0                 | 0                 | 0                 | 32       | 1      | 2           | 1          |
| K. Kyere        | 1                | 0                | 0                | 0                | 0                 | 0                 | 0                 | 0                 | 1        | 0      | 0           | 0          |
| J. Küchling     | 4                | 0                | 1                | 0                | 0                 | 0                 | 0                 | 0                 | 4        | 0      | 1           | 0          |
| M. Latinovic    | 33               | 1                | 9                | 0                | 1                 | 0                 | 0                 | 0                 | 34       | 1      | 9           | 0          |
| T. Lorig        | 0                | 0                | 0                | 0                | 0                 | 0                 | 0                 | 0                 | 0        | 0      | 0           | 0          |
| A. Michels      | 9                | 0                | 1                | 0                | 0                 | 0                 | 0                 | 0                 | 9        | 0      | 1           | 0          |
| V. Milošević    | 26               | 0                | 4                | 0                | 0                 | 0                 | 0                 | 0                 | 26       | 0      | 4           | 0          |
| M. Prus         | 34               | 0                | 3                | 0                | 1                 | 0                 | 0                 | 0                 | 35       | 0      | 3           | 0          |
| R. Souza        | 8                | 0                | 0                | 0                | 0                 | 0                 | 0                 | 0                 | 8        | 0      | 0           | 0          |
| R. Thömmes      | 34               | 5                | 3                | 0                | 1                 | 0                 | 0                 | 0                 | 35       | 5      | 3           | 0          |
| N. Wagner       | 14               | 0                | 2                | 0                | 1                 | 0                 | 0                 | 0                 | 15       | 0      | 2           | 0          |
| B. Weis         | 9                | 0                | 1                | 0                | 1                 | 0                 | 0                 | 0                 | 10       | 0      | 1           | 0          |
| D. Winkler      | 34               | 15               | 7                | 0                | 1                 | 0                 | 0                 | 1                 | 35       | 15     | 7           | 1          |
| J. Yenay        | 12               | 2                | 2                | 0                | 0                 | 0                 | 0                 | 0                 | 12       | 2      | 2           | 0          |